# Blok Senat 2001
Blok Senat 2001 – komitet na wybory parlamentarne w 2001 i klub w Senacie RP V kadencji. 
Komitet wyborczy wyborców Blok Senat 2001 powołany został 12 lipca 2001 przez postsolidarnościowe ugrupowania polityczne, mające na celu przygotowanie się do wyborów i zapobiegnięcie zdominowania przyszłego Senatu V kadencji przez koalicję SLD-UP. 30 maja 2001 o zgłoszenie wspólnej listy „obozu posierpniowego” do szefów swoich ugrupowań zaapelowali publicznie senatorowie: Kazimierz Kutz (reprezentujący UW), Krzysztof Piesiewicz (AWS), Zbigniew Religa (SKL, reprezentujący PO) i Zbigniew Romaszewski (ROP). 
Ugrupowania, które weszły w skład Bloku: 
- Akcja Wyborcza Solidarność Prawicy (w jej ramach RS AWS, PPChD i ZChN) – 38 kandydatów, uzyskała 7 mandatów: Franciszek Bachleda-Księdzularz, Andrzej Chronowski, Mieczysław Janowski, Krzysztof Piesiewicz i Janina Sagatowska z RS AWS, Teresa Liszcz z PPChD i bezpartyjny Edmund Wittbrodt;
- Unia Wolności – 20 kandydatów, uzyskała 5 mandatów: Olga Krzyżanowska, Kazimierz Kutz, Dorota Simonides, Grażyna Staniszewska i Andrzej Wielowieyski;
- Platforma Obywatelska (w tym Stronnictwo Konserwatywno-Ludowe i Janusz Korwin-Mikke z UPR) – 20 kandydatów, uzyskała 2 mandaty: Zbigniew Religa z SKL i Robert Smoktunowicz;
- Prawo i Sprawiedliwość (w tym Przymierze Prawicy) – 12 kandydatów, nie uzyskało mandatów[2];
- Ruch Odbudowy Polski – 3 kandydatów, mandat uzyskał Zbigniew Romaszewski.

Przedwyborcze sondaże dawały BS 2001 od 30 do 40 mandatów senackich, co wraz z PSL tworzyłoby większość zdolną do zablokowania niektórych projektów SLD w Senacie. Ostatecznie na skutek większościowej ordynacji senackiej Blok uzyskał jedynie 15 mandatów (spośród 93 kandydatów), co dało mu niewielki wpływ na tworzenie prawa i bieg prac Senatu. Spośród kandydatów wybranych z ramienia BS 2001 poza Klubem Senatorskim Blok Senat 2001 znaleźli się Zbigniew Romaszewski i Robert Smoktunowicz, natomiast przystąpiła do niego Anna Kurska (wybrana z ramienia komitetu związanego z PiS). Klub posiadał jednego wicemarszałka (Kazimierz Kutz) i jednego przewodniczącego komisji (Teresa Liszcz). Członek BS 2001 Edmund Wittbrodt był jednym z przedstawicieli parlamentu do Konwentu Europejskiego. W 2004 (od 1 maja do 19 lipca) wraz z Andrzejem Chronowskim reprezentował on także Blok Senat 2001 jako poseł do Parlamentu Europejskiego.
17 września 2003 klub BS 2001 opuścili senatorowie związani z UW (z wyjątkiem Kazimierza Kutza), którzy powołali koło tej partii. Ponadto 13 czerwca 2004 wygasł mandat wybranego do Parlamentu Europejskiego Mieczysława Janowskiego, a 25 czerwca do klubu PiS przeszła Anna Kurska, w wyniku czego wielkość klubu stopniała do 8 mandatów senatorskich. Klub Bloku Senat 2001 funkcjonował do końca kadencji (18 października 2005). Jego przewodniczącym był Krzysztof Piesiewicz, a wiceprzewodniczącą Janina Sagatowska.
W 2002 SKL i PPChD połączyły się w SKL – Ruch Nowej Polski, a Ruch Społeczny AWS przemianował się na Ruch Społeczny. W 2004 na miejsce obu ugrupowań powstała Partia Centrum, do której z senatorów przystąpił jedynie jej założyciel Zbigniew Religa (mimo początkowego udziału w tworzeniu tej inicjatywy Krzysztofa Piesiewicza), w związku z czym pozostali senatorowie BS 2001 pod koniec kadencji pozostawali bezpartyjni.
W wyborach parlamentarnych w 2005 senator Andrzej Chronowski ubiegał się o reelekcję z KWW Blok Senat 2005, który nazwą odwoływał się do Bloku Senat 2001 (wystawiając jedynie dwoje kandydatów). Krzysztof Piesiewicz i Edmund Wittbrodt uzyskali mandaty na kolejną kadencję jako kandydaci PO, a Kazimierz Kutz jako kandydat niezależny. Z własnego komitetu nie udało się uzyskać mandatu Teresie Liszcz ani Janinie Sagatowskiej. Franciszek Bachleda-Księdzularz i Zbigniew Religa nie startowali w wyborach.